# Турмаліни

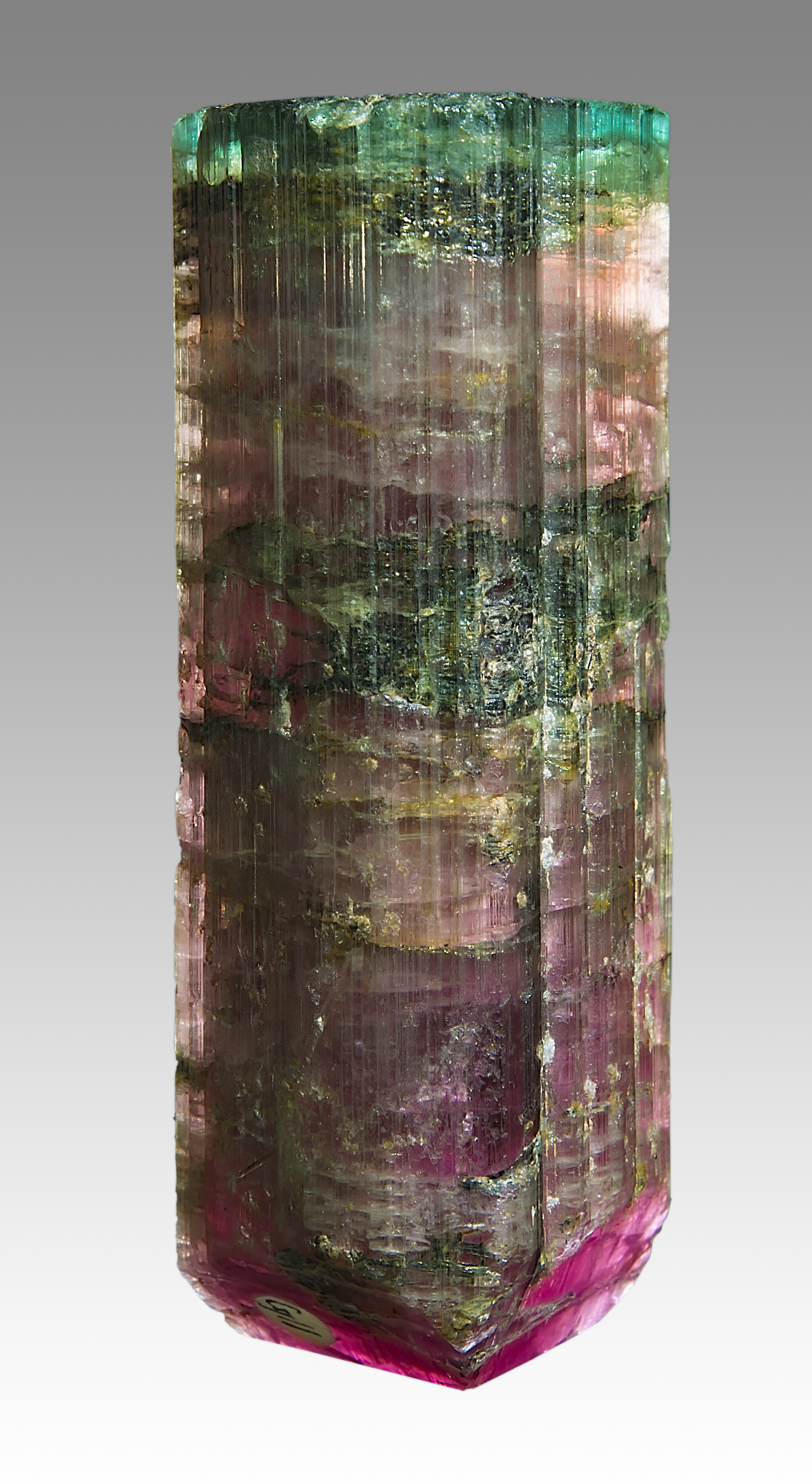
Кристал поліхромного турмаліну, висота 8 см

Турмалі́ни — супергрупа мінералів класу силікатів чорного, бурого, рожевого, зеленого та інших кольорів. 
Використовують у радіотехніці, ювелірній справі. Колір турмаліну залежить від його хімічного складу: чорний (шерл), темно-зелений (верделіт), темно-синій (індиголіт), темно-червоний (рубеліт).

## Історія та етимологія
Назва походить від сингальського слова «турамалі» — той, що притягує попіл. Під цією назвою був завезений з Цейлону до Європи.

## Загальний опис

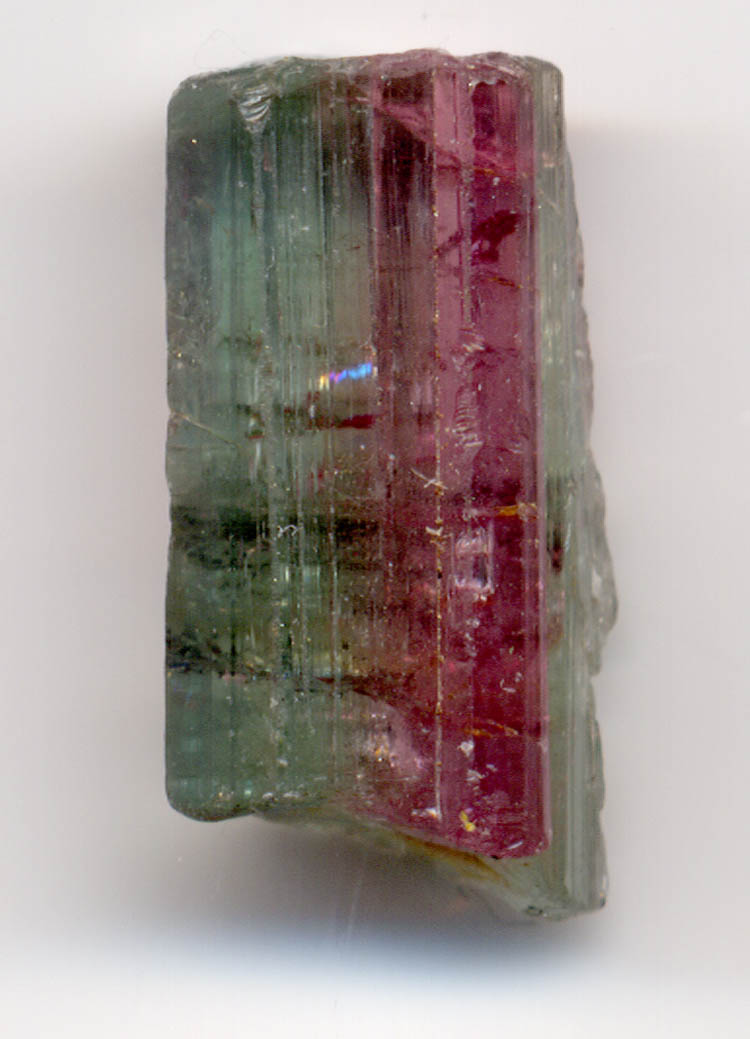
Двоколірний турмалін

Хімічний склад: SiO2 — 30-44 %; B2O3 — 8-12 %; Al2O3 — 18-44 %; MgO — до 25 %; Na2O — 1-6 %; H2O — 1-4 %. Крім того, звичайно присутні FeO +Fe2O3 (до 38 %), CaO (до 4 %), K2O, Li2O, MnO, Cr2O3, а також F i Cl. За хімічним складом турмаліни поділяються на два ізоморфні ряди: 1) магнезіально-залізисті і 2) літієво-залізисто-марганцевисті.
Важливий мінерал бору. Хімічна формула:
- 1. За «Горной энциклопедией»: XY3Z6(Si6O18)[BO3]3 (OH, F)1+3, де X — Na, Са; Y — Fe2+, Fe, Mn, Al, Li, Cr, V та ін.; Z — Al, Fe2+, Fe3+, Cr, Mg та ін. Група турмаліну включає дек. ізоморфних рядів, кінцеві члени яких мають свої власні назви, напр.: шерл (Y-Fe2+), дравіт (Y-Mg), ельбаїт (Y-Li, AI).
- 2. За Є. Лазаренком: формула Na(Mg, Fe, Mn, Li, Al)3Al6(BO3)3(OH, F)4[Si6O18].

Сингонія тригональна. Дитригонально-пірамідальний вид. Характерні подовжені стовпчасті, часто жердиноподібні або голчаті кристали; радіально-променисті, сплутано-волокнисті азбестовидні і мікрокристалічні масивні аґреґати. Густина 2,9-3,25. Тв. 7,0-7,5. Колір чорний, рожевий, бурий, зелений та ін. Блиск скляний. За кольором розрізняють різновиди Т.: рубеліт — червоний і рожевий; індиголіт — блакитний і синій; африцит — синьо-чорний; верделіт — зелений; ахроїт — безбарвний, прозорий; поліхромний (забарвлення зональне). Крихкий. Утворюється переважно при пневматолітових і гідротермальних процесах. Найчастіше зустрічається в пегматитових і кварцових жилах разом з кварцом, польовими шпатами, слюдами, каситеритом, топазом, флюоритом. Рідше магматичний (акцесорний у ґранітах), метаморфічний. Турмалін — це найбільш поширені боросилікати.

## Кристалографія
Сингонія тригональна, вид симетрії дитригонально-пірамідальний. Габітус. Кристали турмаліну звичайно мають стовпчастий габітус (витягнуті по потрійній осі) і велику кількість граней. На гранях призми відмічається чітка вертикальна штриховка.
Головними формами на кристалах турмаліну є тригональні і гексагональні призми — {1010} i {1120}. Кристали зазвичай закінчуються комбінаціями тригональних і дитригональних пірамід; інколи вершина створена моноедром.
Агрегати. Крім стовпчастих кристалів, відомі також тичкуваті, голчасті і променисті агрегати, а також зернисті суцільні скупчення турмаліну. Радіально-променисті агрегати одержали назву турмалінових сонць.

## Фізичні властивості
Колір дуже різноманітний і залежить від хімічного складу. Беззалізисті — рожеві, чорні, жовті і зелені; магнезіально-залізисті — чорні, бурі і темнозелені, фіолетовий, безбарвний, тощо. Часто різні частини одного кристалу мають різне забарвлення, яке змінюється як уздовж, так і поперек кристалу; такі кристали називаються «поліхромними». Широко поширені чорні турмаліни, які під мікроскопом виявляються зеленими, синіми або бурими.
Блиск скляний. Спайність практично відсутня. Твердість 7-7,5. Питома вага 2,90-3,25.

## Мінерали групи
| Назва                    | Англійська назва             | Формула                                                                  | Примітка                                         |
| ------------------------ | ---------------------------- | ------------------------------------------------------------------------ | ------------------------------------------------ |
| Адачіїт                  | Adachiite                    | {\displaystyle {\ce {CaFe3^2+Al6(Si5AlO18)(BO3)3(OH)3(OH)}}}             |                                                  |
| Бозіїт                   | Bosiite                      | {\displaystyle {\ce {NaFe3^3+(Al4Mg2)(Si6O18)(BO3)3(OH)3O}}}             |                                                  |
| Дарреллгенріїт           | Darrellhenryite              | {\displaystyle {\ce {Na(Al2Li)Al6(Si6O18)(BO3)3(OH)3O}}}                 |                                                  |
| Дравіт                   | Dravite                      | {\displaystyle {\ce {NaMg3Al6(Si6O18)(BO3)3(OH)3(OH)}}}                  |                                                  |
| Ванадо-окси-дравіт       | Vanadio-oxy-dravite          | {\displaystyle {\ce {NaV3(Al4Mg2)(Si6O18)(BO3)3(OH)3O}}}                 |                                                  |
| Ванадо-окси-хром-дравіт  | Vanadio-oxy-chromium-dravite | {\displaystyle {\ce {NaV3(Cr4Mg2)(Si6O18)(BO3)3(OH)3O}}}                 |                                                  |
| Окси-ванадій-дравіт      | Oxy-vanadium-dravite         | {\displaystyle {\ce {NaV3(V4Mg2)(Si6O18)(BO3)3(OH)3O}}}                  |                                                  |
| Окси-дравіт              | Oxy-dravite                  | {\displaystyle {\ce {Na(Al2Mg)(Al5Mg)(Si6O18)(BO3)3(OH)3O}}}             |                                                  |
| Окси-хром-дравіт         | Oxy-chromium-dravite         | {\displaystyle {\ce {NaCr3(Cr4Mg2)(Si6O18)(BO3)3(OH)3O}}}                |                                                  |
| Флюоро-дравіт            | Fluor-dravite                | {\displaystyle {\ce {NaMg3Al6(Si6O18)(BO3)3(OH)3F}}}                     |                                                  |
| Хром-дравіт              | Chromdravite                 | {\displaystyle {\ce {NaMg3Cr6(Si6O18)(BO3)3(OH)3(OH)}}}                  |                                                  |
| Дутровіт                 | Dutrowite                    | {\displaystyle {\ce {Na(Fe_{2,5}^{2+}Ti_{0,5})Al6(Si6O18)(BO3)3(OH)3O}}} |                                                  |
| Ельбаїт                  | Elbaite                      | {\displaystyle {\ce {Na(Al_{1,5}Li_{1,5})Al6(Si6O18)(BO3)3(OH)3(OH)}}}   |                                                  |
| Флюоро-ельбаїт           | Fluor-elbaite                | {\displaystyle {\ce {Na(Li_{1,5}Al_{1,5})Al6(Si6O18)(BO3)3(OH)3F}}}      |                                                  |
| Лідикоатит               | Liddicoatite                 | {\displaystyle {\ce {Ca(Li, Al)3Al6(BO3)3Si6O18(O, OH, F)4}}}            |                                                  |
| Флюоро-лідикоатит        | Fluor-liddicoatite           | {\displaystyle {\ce {Ca(Li2Al)Al6(Si6O18)(BO3)3(OH)3F}}}                 |                                                  |
| Луккезіїт                | Lucchesiite                  | {\displaystyle {\ce {CaFe3^2+Al6(Si6O18)(BO3)3(OH)3O}}}                  |                                                  |
| Магно-луккезіїт          | Magnesio-lucchesiite         | {\displaystyle {\ce {CaMg3Al6(Si6O18)(BO3)3(OH)3O}}}                     |                                                  |
| Маруямаїт                | Maruyamaite                  | {\displaystyle {\ce {K(MgAl2)(Al5Mg)(BO3)3(Si6O18)(OH)3O}}}              |                                                  |
| Оленіт                   | Olenite                      | {\displaystyle {\ce {NaAl3Al6(Si6O18)(BO3)3O3(OH)}}}                     |                                                  |
| Повондраїт               | Povondraite                  | {\displaystyle {\ce {NaFe3^3+(Fe4^3+Mg2)(Si6O18)(BO3)3(OH)3O}}}          |                                                  |
| Хромо-алюміно-повондраїт | Chromo-alumino-povondraite   | {\displaystyle {\ce {NaCr3(Al4Mg2)(Si6O18)(BO3)3(OH)3O}}}                |                                                  |
| Принсивальїт             | Princivalleite               | {\displaystyle {\ce {Na(Mn2Al)Al6(Si6O18)(BO3)3(OH)3O}}}                 |                                                  |
| Росcманіт                | Rossmanite                   | {\displaystyle {\ce {(Al2Li)Al6(Si6O18)(BO3)3(OH)3(OH)}}}               |                                                  |
| Окси-россманіт           | Oxo-rossmanite               | {\displaystyle {\ce {(Li0.5Al2.5)Al6(Si6O18)(BO3)3(OH)3O}}}             | гіпотетичний вид                                 |
| Алюміно-окси-россманіт   | Alumino-oxy-rossmanite       | {\displaystyle {\ce {Al3Al6(Si5AlO18)(BO3)3(OH)3O}}}                    |                                                  |
| Тсилаїзит                | Tsilaisite                   | {\displaystyle {\ce {NaMn3^2+Al6(Si6O18)(BO3)3(OH)3(OH)}}}               |                                                  |
| Флюоро-тсилаїзит         | Fluor-tsilaisite             | {\displaystyle {\ce {NaMn3^2+Al6(Si6O18)(BO3)3(OH)3F}}}                  |                                                  |
| Фойтит                   | Foitite                      | {\displaystyle {\ce {(Fe2^2+Al)Al6(Si6O18)(BO3)3(OH)3(OH)}}}            |                                                  |
| Магно-фойтит             | Magnesio-foitite             | {\displaystyle {\ce {(Mg2Al)Al6(Si6O18)(BO3)3(OH)3(OH)}}}               |                                                  |
| Окси-фойтит              | Oxy-foitite                  | {\displaystyle {\ce {(Fe2+Al2)Al6(Si6O18)(BO3)3(OH)3O}}}                |                                                  |
| Шерл                     | Schorl                       | {\displaystyle {\ce {NaFe3^2+Al6(Si6O18)(BO3)3(OH)3(OH)}}}               | диморф луїнаїту-(ОН)                             |
| Окси-шерл                | Oxy-schorl                   | {\displaystyle {\ce {Na(Fe2^2+Al)Al6(Si6O18)(BO3)3(OH)3O}}}              |                                                  |
| Флюоро-шерл              | Fluor-schorl                 | {\displaystyle {\ce {NaFe3^2+Al6(Si6O18)(BO3)3(OH)3F}}}                  |                                                  |
| Флюоро-бюргерит          | Fluor-buergerite             | {\displaystyle {\ce {NaFe3^3+Al6(Si6O18)(BO3)3O3F}}}                     | до 2016 року мав назву бюргерит                  |
| Феро-увіт                | Feruvite                     | {\displaystyle {\ce {CaFe3^2+(Al5Mg)(Si6O18)(BO3)3(OH)3(OH)}}}           |                                                  |
| Флюоро-увіт              | Fluor-uvite                  | {\displaystyle {\ce {CaMg3(Al5Mg)(Si6O18)(BO3)3(OH)3(OH)}}}              | до 2011 року мав назву увіт (зараз це інший вид) |

## Різновиди турмаліну
Розрізняють:
- турмалін аквамариновий (турмалін зеленувато-блакитного й світло-блакитного кольору),
- турмалін африканський (торговельна назва жовто-зеленого, смарагдово-зеленого та блакитнувато-зеленого турмаліну з родовищ Африки),
- турмалін безбарвний (те саме, що ахроїт),
- турмалін благородний (прозорий турмалін без включень і дефектів, який застосовується для ювелірних виробів),
- турмалін бурий (те саме, що дравіт),
- турмалін ванадіїстий (різновид турмаліну шерлово-дравітового ряду з окр. Маріпоза, шт. Каліфорнія, США, який містить до 7,45 % V2О3 і 0,58 % V2О4),
- турмалін блакитний (турмалін зеленувато-блакитного й світло-блакитного кольору),
- турмалін дравітовий (зайва назва дравіту),
- турмалін залізистий (1. Шерл. 2. Бюргерит — турмалін, у складі якого переважає компонент: NaFe33+Al6[F, O3|Si6O18(BO3)3]),
- турмалін залізисто-магніїстий (загальна назва для проміжних членів ізоморфного ряду дравіту — шерліту),
- турмалін зелений (зелений прозорий різновид турмаліну),
- турмалін індиго-синій (те саме, що індиголіт),
- турмалін кавуновий (кристали турмаліну, в яких краї зеленого кольору, а середина — рожевого),
- турмалін кальціїсто-магніїстий (те саме, що увіт — CaMg3(Al5Mg)[(OH)1-3|(BO3)3|Si6O18]),
- турмалін колорадський (турмалін безбарвний або рожевого, зеленого кольору з Колорадо), турмалін коричневий (те саме, що дравіт),
- турмалін кородований (кристали турмаліну з кородованими гранями і кутами),
- турмалін коштовний (різновид турмаліну, що застосовується для ювелірних виробів),
- турмалін літіїстий (ельбаїт),
- турмалін лужний (зайва назва турмаліну),
- турмалін магніїстий або магнезіальний (дравіт),
- турмалін малиновий (рубеліт),
- турмалін манґанистий (тсилаїзит — NaMn3Al6[(OH)1-3|(BO3)3|Si6O18]),
- турмалін Меса Ґренд (коштовний різновид турмаліну з пегматитів Меса Ґренд, шт. Каліфорнія, США),
- турмалін Паля (коштовний різновид турмаліну з округу Паля, шт. Каліфорнія, США),
- турмалін південно-африканський (те саме, що турмалін трансваальський),
- турмалін синій (індиголіт), турмалін стовпчастий (кристали турмаліну стовпчастого обрису), турмалін титановий (різновид турмаліну, що містить до 4 % ТіО2),
- турмалін трансваальський (турмалін зеленого кольору з провінції Трансвааль, ПАР),
- турмалін фіолетово-червоний (рубеліт),
- турмалін хромистий (різновид турмаліну темно-зеленого кольору, що містить 11—17 % Cr2O3; знахідки: Урал, РФ; шт. Орісса, Індія),
- турмалін чорний (шерл).

## Умови утворення і знаходження турмаліну
Походження ендогенне, високотемпературне, пегматитове, метаморфічне, гідротермально-метасоматичне.
Переважно турмаліни виникають пневмалітовим і гідротермальним шляхом, а також в гранітних пегматитах і породах, що знаходяться з ними в контакті. Утворюють асоціацію з мінералами пегматитів — мікрокліном, альбітом, кварцом і мусковітом. У пегматитових і кварцових жилах турмалін найчастіше утворюється метасоматичним шляхом і характеризуються підвищеною залізистістю. Інколи турмалін знаходиться в магматичних породах як акцесорний мінерал.
Мінерал стійкий до фізичного вивітрювання та переносу і перевідкладанню і тому накопичується в розсипах в асоціації з гематитом, корундом, цирконом, шпінелідами в кварцових відкладах.

## Родовища турмаліну
Знахідки: Камполунго (Урі-Тессін, Швейцарія), о. Ельба (Італія), Шайтанка, Мурзинка, Сарапулка, Липовка (Урал, Росія). В Україні зустрічається на Волині та у Приазов'ї.
Родовища широко розповсюджені та чисельні. Найбільш відомі знаходяться на Шрі-Ланці, Мадагаскару, в Китаї, Мозамбіку (поліхромні і червоні турмаліни), Бразилії (штати Мінас-Жерайс, Баія), Бірмі, Анголі, Австралії, Індії, ПАР, Канаді (провінція Онтаріо), США (штаті Каліфорнія, Мен, Колорадо), Італії (о. Ельба), Швейцарії, Росії (Урал). На Уралі основні родовища турмаліну знаходяться в районі сіл — Липовка, Мурзінка, Шайтанка та інші. В Росії турмалін видобувається в Забайкаллі на Малханському родовищі, Шерлова гора, Борщовочний кряж та інших.
Зустрічається також на Кольському півострові (рожевий і зелений турмаліни, шерл), в Карелії (шерл).
В Україні залізистий турмалін — шерліт — широко розвинений на Волині та в Приазов'ї.
Ювелірний турмалін відомий в Афганістані (Нурістан): в родовищах Дарає-Піч, Канокан, Джабо, Чормакс, Кантіва, Манданеша, Цоцум, Муалеві, Папру.
Більшість родовищ турмаліну пов'язані з кислими виверженими породами і поширені в багатьох гранітах і гранітоїдах, де утворюються в останній стадії застивання інтрузій. Характерні для різних гранітних пегматитів (шерл, індіголіт, поліхромні турмаліни). Зустрічаються в пневматоліто-гідротермальних родовищах, у польовошпатово-кварцових, турмаліново-кварцових жилах спільно з каситеритом, вольфрамітом, берилієм, топазом.

## Практичне значення

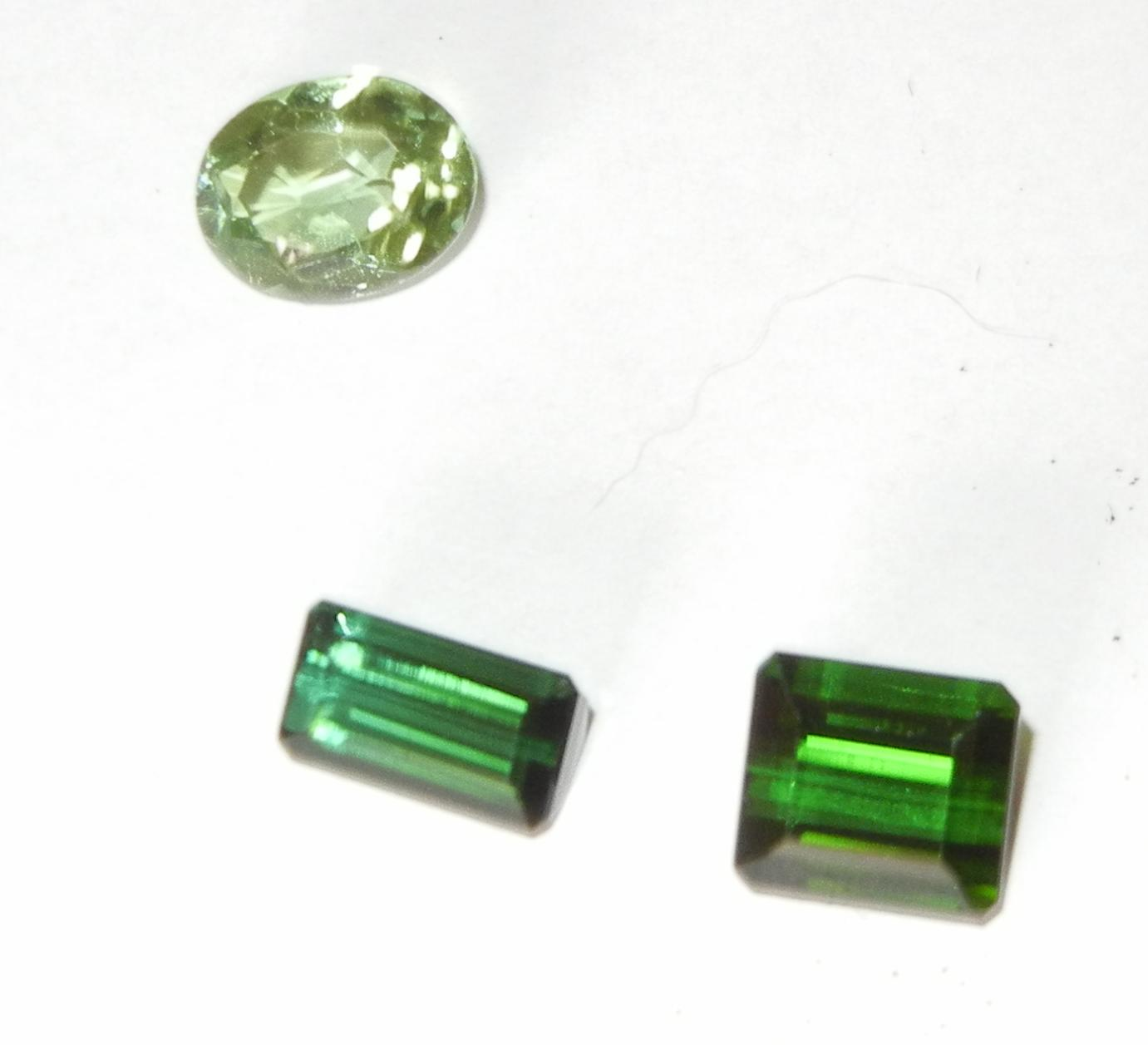
Турмалінові самоцвіти

Гарно забарвлені прозорі різновиди використовуються як самоцвіти.
В залежності від кольору і прозорості одні відміни турмаліну відносяться до дорогоцінного каміння, інші — до виробного. Найбільше цінуються прозорі відміни зеленого, синього і малиново-червоного кольору, а також поліхромні зелено-червоні. Каміння зеленого кольору називають власне турмаліном, або бразильським смарагдом.
Для кристалів турмаліну характерний прояв піро- і п'єзоелектрики (вони електризуються при нагріванні, терті, тиску, причому один кінець кристала заряджається позитивно, інший — негативно). Крупні кристали турмаліну застосовують в радіотехніці. На кристалах турмаліну була відкрита поляризація світла.